# Televízne noviny
Televízne noviny – program informacyjny słowackiej telewizji Markíza. Szefem programu jest dyrektor ds. publicystyki i wiadomości Markízy Tíbor Buza.

## Godziny nadawania
- - Od poniedziałku do piątku trzy wydania dziennie:
    - Prvé televízne noviny o godzinie 17.00 (czas trwania: 20 minut)
    - Televízne noviny o godzinie 19.00 (czas trwania: 45 minut)

  - W niedzielę jedno wydanie o godzinie 19.00 (50 minut)

Codziennie programy prowadzi dwoje prezenterów.
Na TV JOJ pierwsze wydanie „Novin” również zaczyna się o 17.00.
RTVS nadaje „Správy RTVS” godzinę wcześniej.

## Oglądalność
„Televízne noviny” są najchętniej oglądanym programem na Słowacji. Co wieczór przyciąga zawsze przed telewizory od 20% do 30% wszystkich Słowaków od 12 roku życia. Konkurencyjny dziennik TV JOJ „Noviny” osiąga kilkunastoprocentowy udział w rynku.

## Metamorfoza
„Televízne noviny” od 14.01.2008 roku nadawane są z nowego nowoczesnego studia i posiadają nową grafikę. Zmiany w najchętniej oglądanym przez Słowaków dzienniku były potrzebne, bo studio i grafika „Televíznych novin” pochodziły jeszcze z lat '90. Start odświeżonego programu Markízy poprzedziła kampania reklamowa. To jednak nie koniec zmian. Od tej pory dziennik Markízy składał się z dwóch części: „Televízne noviny HEADLINES” i „Televízne noviny DNES”. O 19.00 jeden z prezenterów przedstawiał najważniejsze informacje ze świata, a drugi o 19.15 prezentował informacje z kraju i z regionu.
26.01.2008 postanowiono, że wieczorne wiadomości będą zaczynały się przed 19.00 o 18.58. Dwie minuty przed oficjalnym startem programu prowadzący krótko przedstawiali, o czym będą mówić już za chwilę, a następnie nadawano prognozę pogody. Przesunięcie czasu rozpoczęcia „Televíznych novin” miało na celu powstrzymanie widzów przed przełączaniem się na TV JOJ czy STV. Niewątpliwie wpływ na podjęcie decyzji o tym manewrze miała od dawna zapowiadana transformacja „Novin” TV JOJ, które podobnie jak „Televízne noviny” miały otrzymać nową scenografię i grafikę. Na terenie kraju i w telewizji prowadzono aktywną kampanie promującą.
Konkurencja natychmiast zareagowała. 2.02.2008 roku o 19.00 TV JOJ wprowadziła nowy codzienny program „Krimi Noviny”, gdzie przedstawiano reportaże na temat zbrodni i morderstw na terenie Słowacji. Po odświeżonych „Novinach” o 19.30, w dni robocze o 20.00 emitowano „Noviny Plus”. Program kontynuował tematy poruszane w dzienniku głównego konkurenta Markízy. STV 1 specjalnie przesunęła swój dość popularny teleturniej „5 proti 5" z 17.30 na 18.35. Zabiegi konkurencji odebrały „Televíznym novinom” ponad 500 tys. widzów. Z dnia na dzień widownia głównego dziennika „Markízy” topniała – z 1,3 mln widzów po zmianach do nawet 800 tys. widzów w lutym (odpowiednio z ok. 70% udziałów w rynku o tej porze do 55%). Widzom niespodobała się nowa dwuczęściowa koncepcja programu i coraz chętniej przełączali się na „Krimi Noviny” czy „5 proti 5". Konkurencja odnotowała znaczny wzrost oglądalności tych programów.
26.02.2008 roku Markíza wycofała się z dwudzielnej części swojego dziennika, przyznając się do porażki. Widzowie wybaczyli Markízie, a wyniki oglądalności programu wróciły do poziomu ponad miliona telewidzów. „Televízne noviny” nadal zaczynają się o 18.58. O 19.20 w dni robocze i w sobotę, zaczynają się „Televízne noviny DNES”, które prezentują informacje lokalne. O 19.40 ponownie nadawana jest pogoda, a o 19.50 sport. W niedzielę dwa wydania programu zamieniono na jedno – „Televízne noviny”, które trwają pięć minut dłużej do 19.25.